# Camille Pin
Camille Pin (ur. 25 sierpnia 1981 w Nicei) – francuska tenisistka.

## Kariera tenisowa
Zawodową tenisistką Pin była w latach 1999–2010. Do stycznia 2007 odniosła siedem zwycięstw w cyklu ITF (niższa ranga niż WTA Tour). W Australian Open 2007 była bliska wyeliminowania najwyżej rozstawionej, Rosjanki Marii Szarapowej w pierwszej rundzie; w trzecim secie pojedynku, rozgrywanego przy wysokiej temperaturze, zdołała wyrównać mimo prowadzenia rywalki 5:0, a przy stanie 7:6 sama serwowała na zwycięstwo. Ostatecznie jednak Szarapowa wygrała 6:3, 4:6, 9:7.

## Finały turniejów WTA
| Legenda                     | Legenda |
| --------------------------- | ------- |
| Wielki Szlem                |         |
| Igrzyska olimpijskie        |         |
| WTA Tour Championships      |         |
| 2009 – 2020                 |         |
| WTA Premier Mandatory       |         |
| WTA Premier 5               |         |
| WTA Premier                 |         |
| WTA International Series    |         |
| WTA 125K series (2012–2020) |         |

### Gra podwójna (0–1)
| Końcowy wynik | Nr | Data          | Turniej  | Nawierzchnia | Partnerka        | Przeciwniczki                   | Wynik finału |
| ------------- | -- | ------------- | -------- | ------------ | ---------------- | ------------------------------- | ------------ |
| Finalistka    | 1. | 26 lipca 2009 | Portorož | Twarda       | Klára Zakopalová | Julia Görges Vladimíra Uhlířová | 4:6, 2:6     |

## Wygrane turnieje rangi ITF
| turnieje z pulą nagród 100 000 $ |
| turnieje z pulą nagród 75 000 $  |
| turnieje z pulą nagród 50 000 $  |
| turnieje z pulą nagród 25 000 $  |
| turnieje z pulą nagród 15 000 $  |
| turnieje z pulą nagród 10 000 $  |

### Gra pojedyncza
|    | Data       | Turniej        | Kat. | ($)    | Naw.   | Finalistka        | Wynik         |
| 1. | 27/02/2000 | Montechoro     | ITF  | 10 000 | ziemna | Marina Samolenko  | 6:0, 6:2      |
| 2. | 20/10/2002 | Joué-lès-Tours | ITF  | 25 000 | twarda | Mara Santangelo   | 2:6, 6:3, 6:0 |
| 3. | 27/10/2002 | Saint-Raphaël  | ITF  | 25 000 | twarda | Séverine Beltrame | 6:4, 7:5      |
| 4. | 26/10/2003 | Saint-Raphaël  | ITF  | 25 000 | twarda | Maret Ani         | 6:2, 6:2      |
| 5. | 01/08/2004 | Lexington      | ITF  | 50 000 | twarda | Jeon Mi-ra        | 7:5, 6:3      |
| 6. | 10/07/2005 | College Park   | ITF  | 50 000 | twarda | Ashley Harkleroad | 2:6, 6:2, 6:3 |
| 7. | 30/07/2006 | Lexington      | ITF  | 50 000 | twarda | Abigail Spears    | 7:5, 7:5      |
| 8. | 09/03/2008 | Las Vegas      | ITF  | 50 000 | twarda | Asia Muhammad     | 6:4, 6:1      |

## Miejsca zajmowane w rankingu WTA
- 1999: 405
- 2000: 280
- 2001: 178
- 2002: 135
- 2003: 220
- 2004: 98
- 2005: 116
- 2006: 76
- 2007: 76